# Cannelloni
Ne doit pas être confondu avec Cannolo.
Le cannelloni (pluriel : cannellonis) est une pâte à farcir d'origine italienne.
Le cannelloni se présente sous forme de tube de 7 à 10 cm de long et de 2 à 3 cm de diamètre. La farce peut être à base de ricotta, de tomate et de bœuf. La préparation dure environ 20 minutes et la cuisson 30 minutes.
On trouve également le cannelloni de spécialité corse qui peut contenir de la cervelle d'agneau ou du brocciu.
Le plat de cannellonis est aussi un plat typique de la cuisine catalane, où ils sont appelés canelons et sont communément mangés durant la Saint-Étienne,.

## Photographie

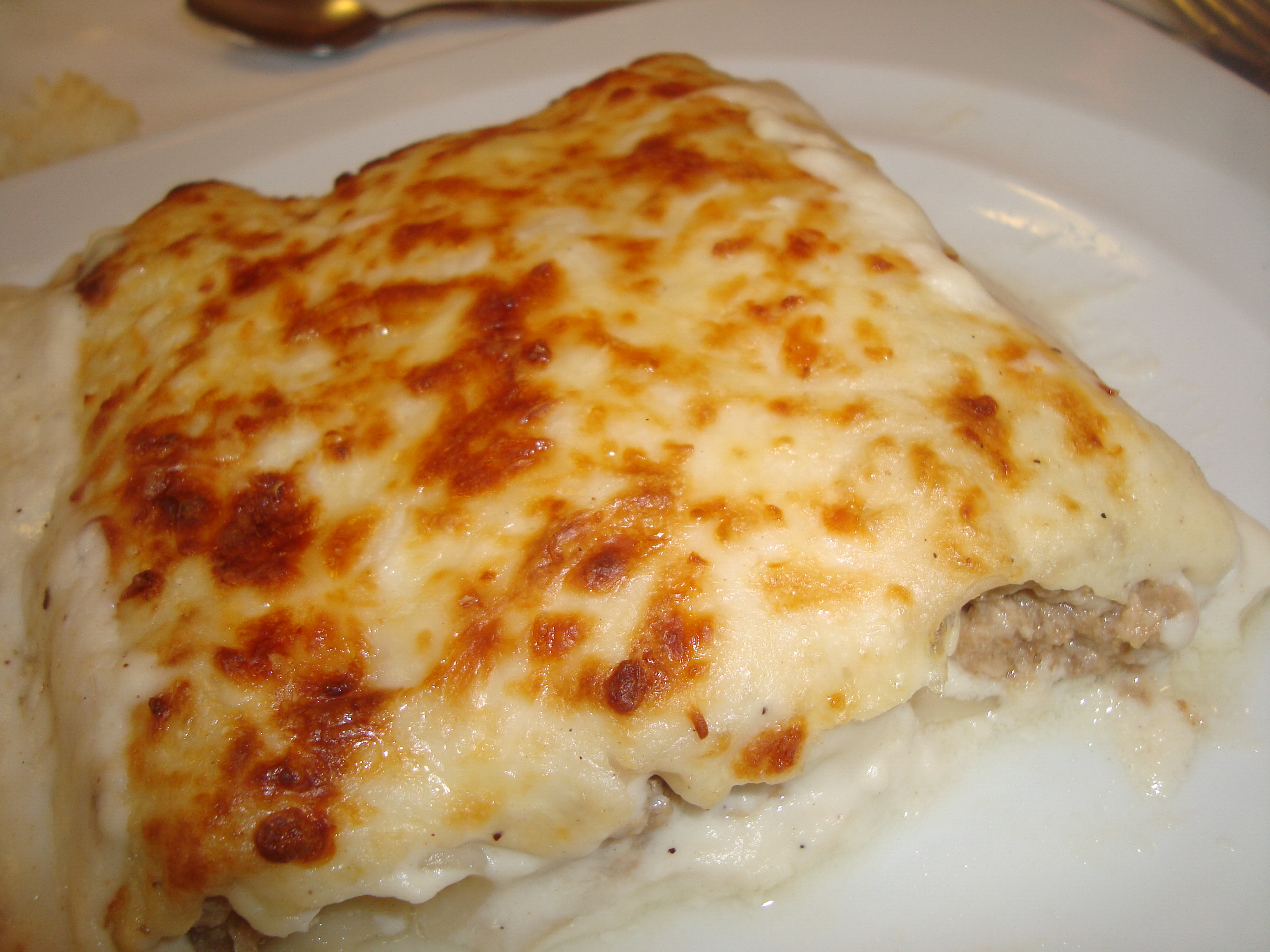
Cannelloni avec de la viande dans le style espagnol.